# Pontevedra (Argentina)
Pontevedra è una città dell'Argentina, appartenente alla provincia di Buenos Aires, nel dipartimento di Merlo, 32,5 km a ovest della capitale. Fa parte del secondo cordone urbano della Grande Buenos Aires. Conta 35 515 abitanti.

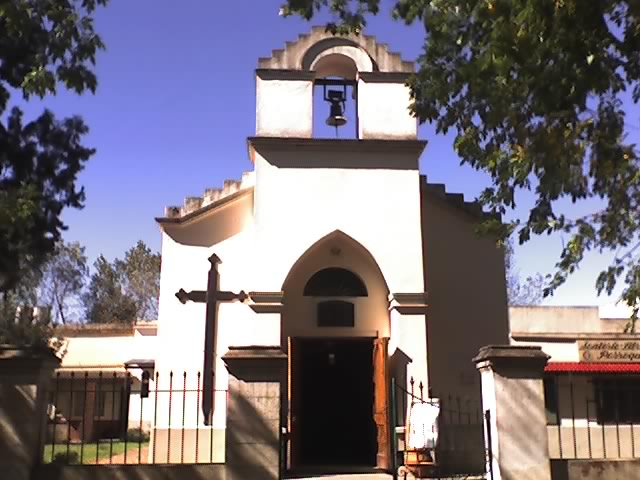
Chiesa dedicata alla Immacolata Concezione.

Il villaggio fu fondato nella terre del latifondista irlandese Thomas Gahan nel 1871.
Il villaggio di Pontevedra fu dichiarato "città" con la legge provinciale 11135 del 9 ottobre 1991.
Deve il suo nome al comune spagnolo di Pontevedra.
La città confina con le città di Parque San Martín, Libertad, Mariano Acosta, González Catán e Veinte de Junio.

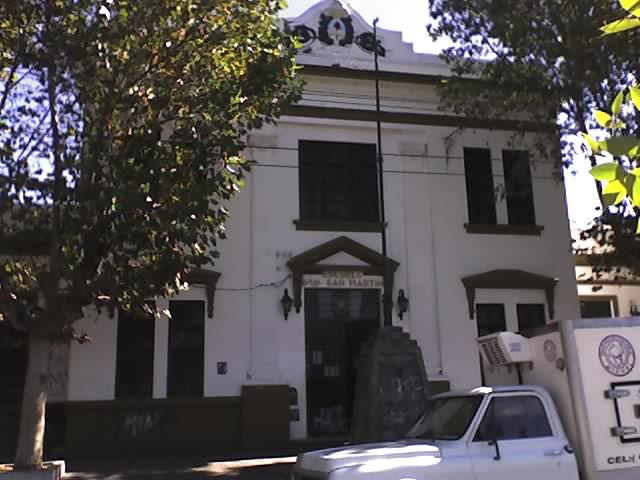
Prima scuola di Pontevedra, inaugurata nel 1882.

## Galleria d'immagini

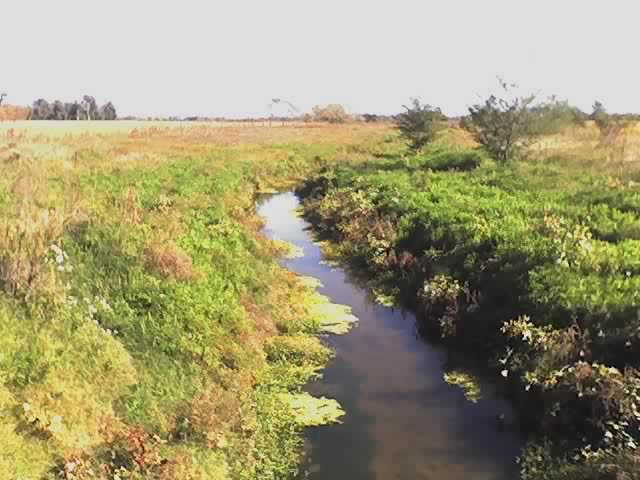
Arroyo de la Cañada Pantanosa, ruscello nella zona rurale di Pontevedra.
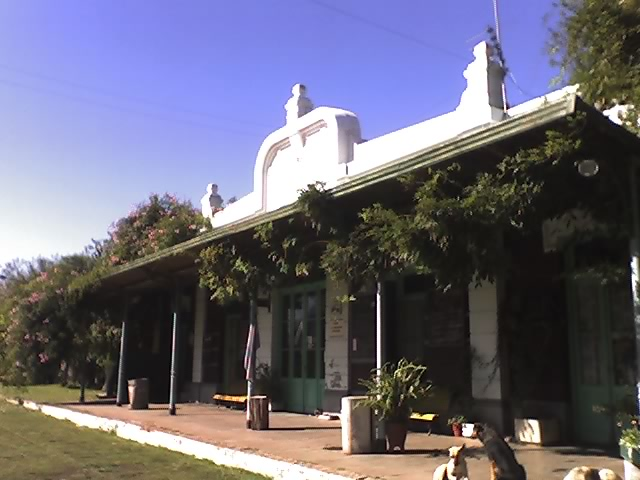
La vecchia stazione ferroviaria Pontevedra, nel vicino villaggio di Veinte de Junio. La stazione fu aperta nel 1908 e chiusa nel 1993.